# Формация Исуа

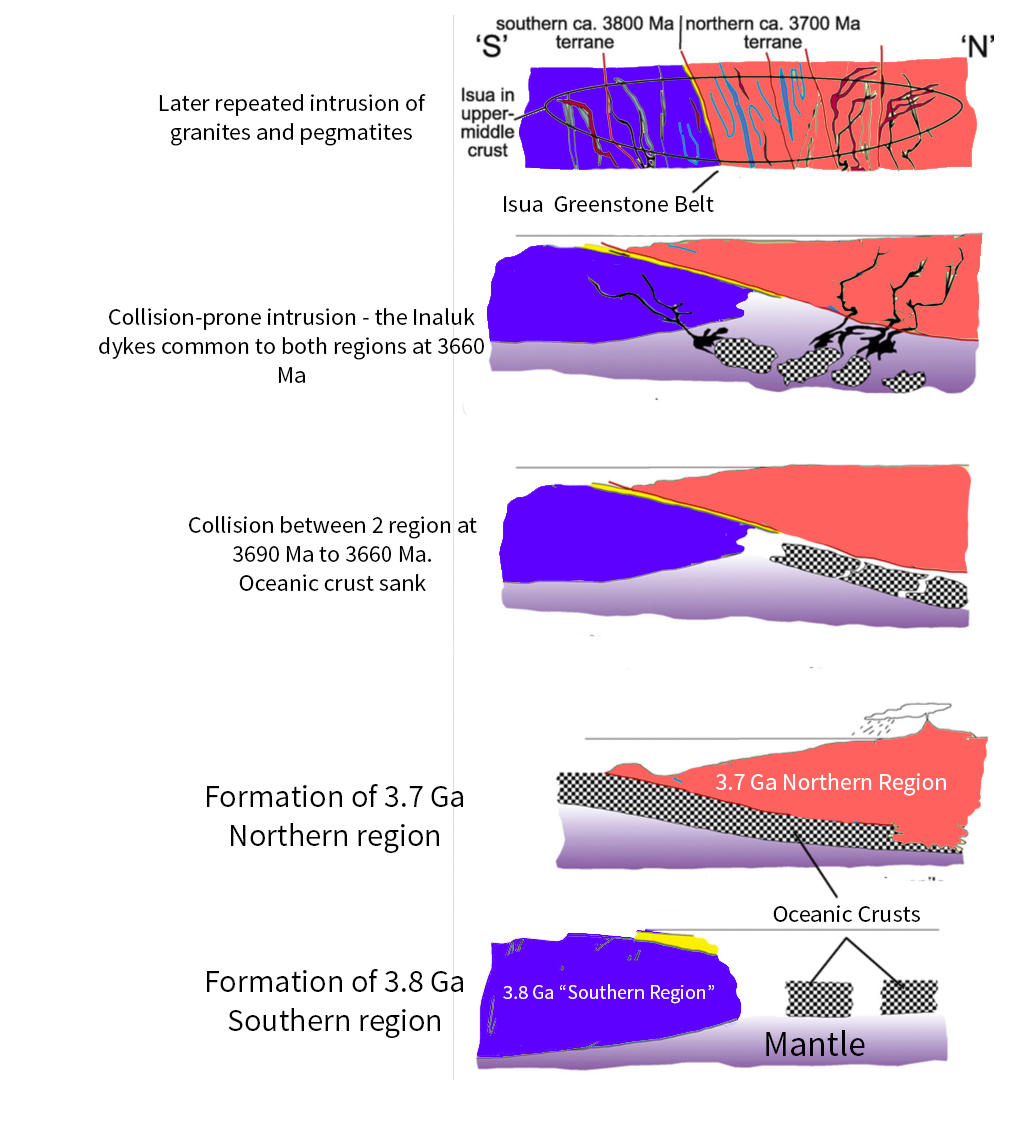
иллюстрация на английском

Формация Исуа — архейский зеленокаменный пояс на юго-западе Гренландии. Это самые древние горные породы, в которых найдены следы жизни. Появление бонинитовых геохимических признаков, характеризующихся крайним истощением микроэлементов, которые не являются флюидными, свидетельствует о том, что тектонические процессы плит, в ходе которых плавилась каменная кора, могли быть ответственны за создание пояса. Другая теория утверждает, что пояс сформировался в результате процесса, известного как вертикальная тектоника плит.

## Местонахождение и история
Эта формация расположена на юго-западе Гренландии и датируется архейским эоном. Возраст этих горных пород принят от 3,7 до 3,8 млрд лет, что делает их одними из самых древних отложений осадочных пород в мире. Пояс содержит переменно метаморфозированные базальтовые и осадочные породы, в которых найден углерод органического происхождения. Структура горной породы говорит о том, что в момент её образования она находилась в воде.

## Особенности химического состава
В породах, слагающих формацию, существует перекос в отношениях лёгких и тяжёлых изотопов углеродаи цинка. Появление в их составе первых руд железа (джеспилитов) может указывать на то, что эти породы слагали фотосинтетики, выделяемый которыми кислород окислял растворённое железо с образованием руд.

## Происхождение
Из-за специфического распределения изотопов цинка был сделан вывод о том, что эти породы образовывались на дне первобытного океана, на большой глубине, рядом с аналогом чёрного курильщика.